# Rakowicze (powiat hajnowski)
Rakowicze – wieś w Polsce położona w województwie podlaskim, w powiecie hajnowskim, w gminie Czyże.
Według Pierwszego Powszechnego Spisu Ludności, przeprowadzonego w 1921 r., wieś Rakowicze liczyła 26 domów i 93 mieszkańców (54 kobiety i 39 mężczyzn). Wszyscy ówcześni mieszkańcy miejscowości zadeklarowali białoruską przynależność narodową oraz wyznanie prawosławne. W okresie międzywojennym Rakowicze znajdowały się w gminie Pasynki.
W latach 1975–1998 miejscowość należała administracyjnie do województwa białostockiego.
Wieś w 2011 roku zamieszkiwało 60 osób.

## Religia
Prawosławni mieszkańcy wsi należą do parafii Zaśnięcia Najświętszej Maryi Panny w Czyżach, a wierni kościoła rzymskokatolickiego do parafii Podwyższenia Krzyża Świętego i św. Stanisława, Biskupa i Męczennika w Hajnówce.

## Galeria

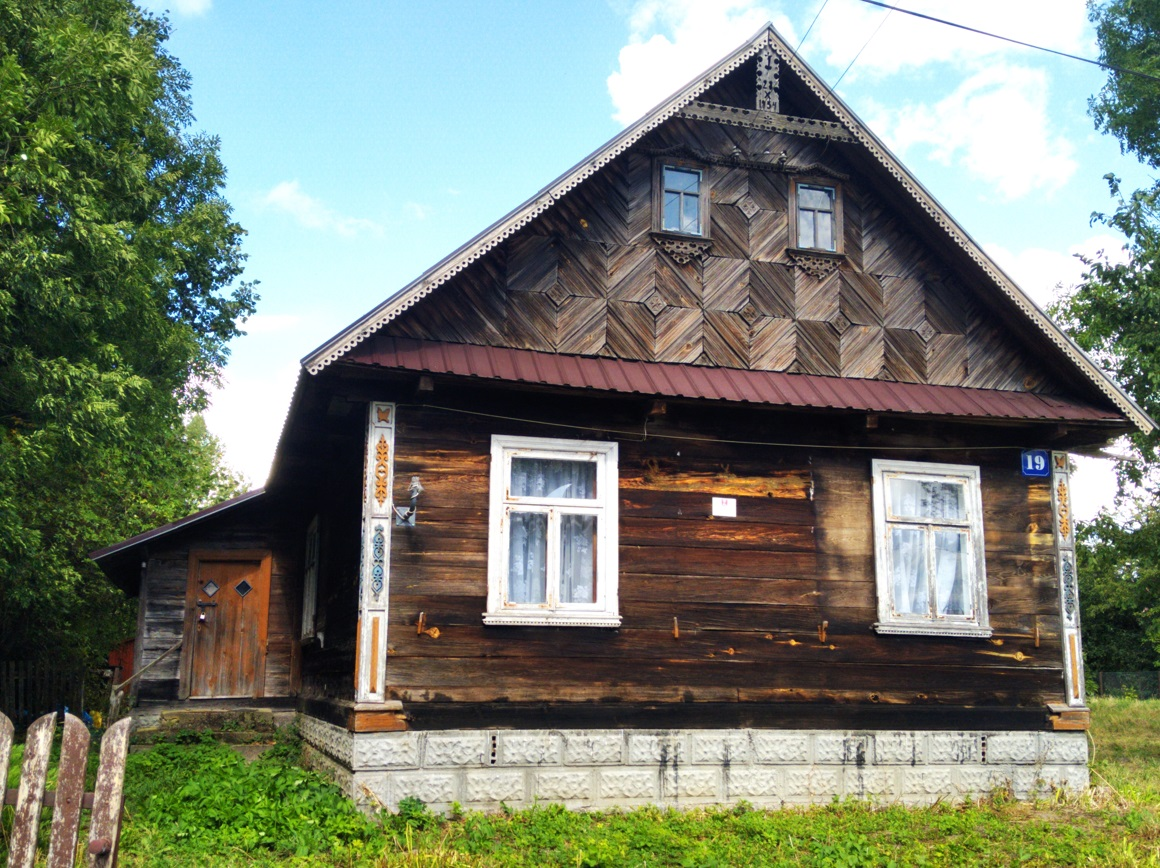
Tradycyjnie zdobiony dom z roku 1954
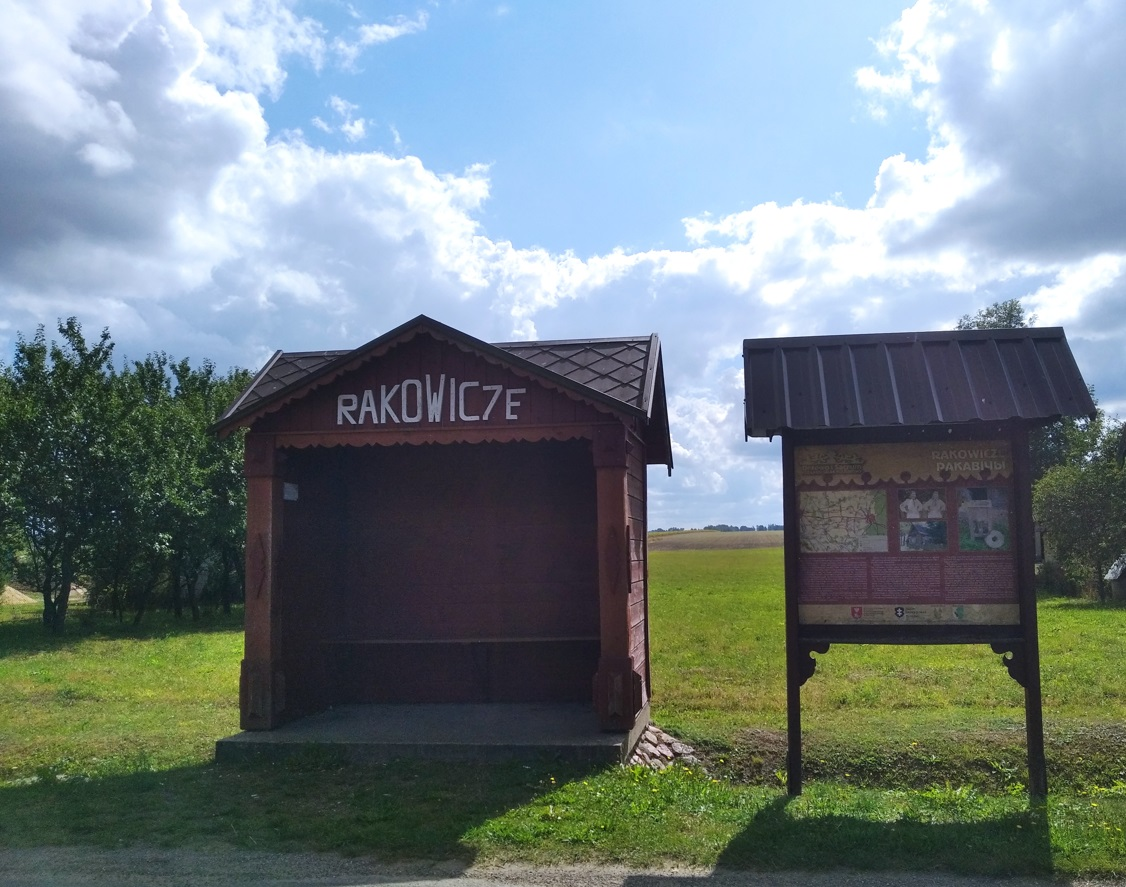
Przystanek w Rakowiczach
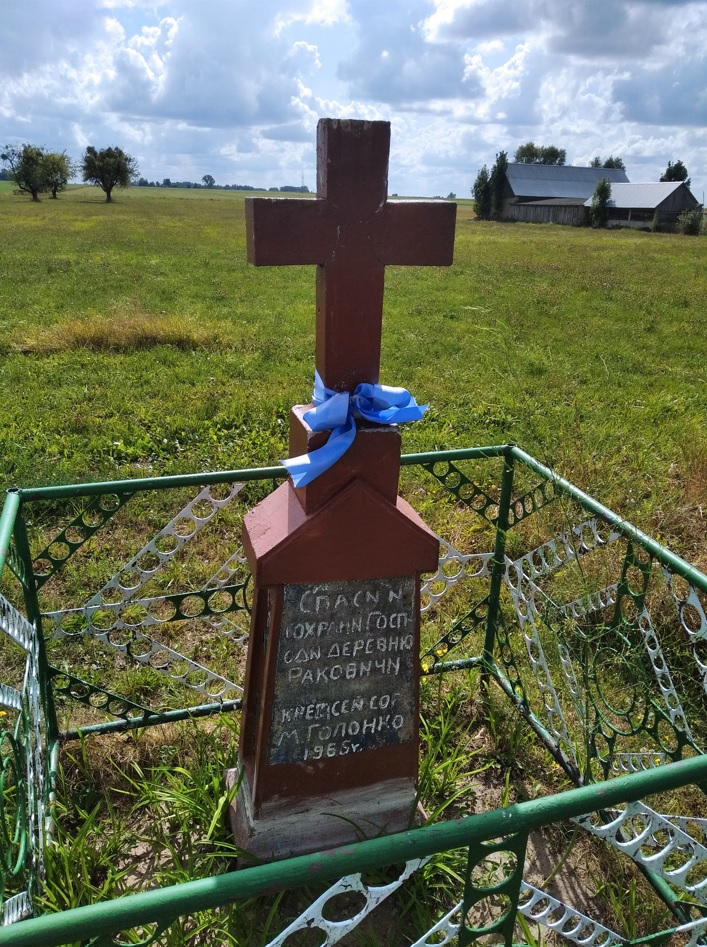
Prawosławny krzyż wotywny
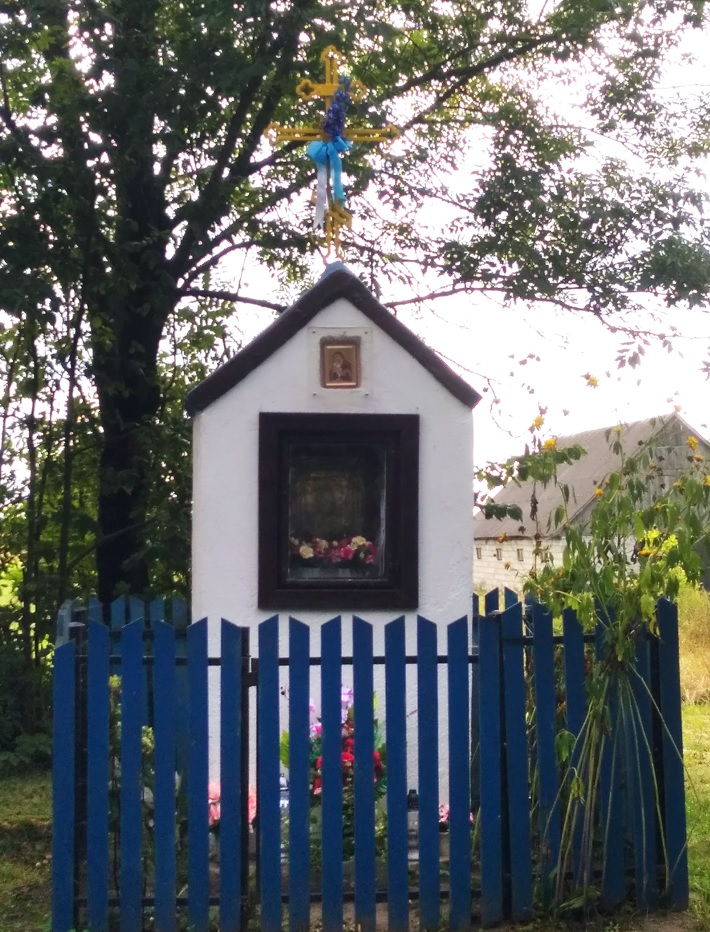
Prawosławna kapliczka